# كرمئيل
كرميئيل (بالعبرية: כַּרְמִיאֵל) وهي تسمى قبل قيام إسرائيل ب "الرمية") مدينة إسرائيلية، تقع في الجليل ضمن اللواء الشمالي. تأسست عام 1964 على أراضي صاردتها إسرائيل من قرى عربية مجاورة. أصبحت مدينة في عام 1986. تبلغ مساحتها 19.9 كم2 مقسمة على 6 مجاورات سكنية، وقد بلغ عدد سكانها عام 2009 قرابة 44,000 نسمة معظمهم من المهاجرين اليهود من الإتحاد السوفييتي، بالإضافة لعدد قليل من العرب يعاني معظمهم من التمييز العنصري. وفي عام 2021 وصل عدد السكان إلى 46,311 نسمة، 22,525 ذكر و23,786 انثى.

## التاريخ
في سبعينات القرن العشرين، قررت الحكومة الإسرائيلية إقامة مدينة كرميئيل اليهودية قرب مدينة سخنين العربية، وصادرت لهذه الغاية 5000 فدان من الأرض الزراعية التابعة لأهالي البلد. في 30 مارس 1976 تظاهر سكان البلد ضد هذه الخطة مع مواطنين عرب من تجمعات أخرى مما أدى إلى اشتباكات مع الشرطة الإسرائيلية وقتل ثلاثة من أبناء سخنين على يد الشرطة. لا يزال هذا الحدث يحتفل سنوياً، في سخنين ومدن عربية أخرى، في إطار يوم الأرض الفلسطيني.

## تعليم وثقافة
ما بين عامي 2020 و2021 كان هنالك 24 مدرسة فيها 334 صفًا في مدينة كرمئيل، ووصل عدد الطلاب إلى 7,559 موزعون على المدارس مجتمعة. وأيضًا كان عدد المؤهلين لشهادة ثانوية عامة او كما يُعرف بشهادة بجروت إلى 81.6%.

## توأمة
لكرمئيل اتفاقيات توأمة مع كل من:
- متز
- بيتسبرغ
- دنفر
- شارلوتنبورج فيلمسدورف
- كيشفاردا
- هامار
- بيرات
- Câmpulung Moldovenesc [الإنجليزية]‏

## أعلام
- ميرا عوض